# Lembruch
Lembruch est une commune allemande de l'arrondissement de Diepholz, dans le land de Basse-Saxe.